# Zygosella
Zygosella is een geslacht van uitgestorven kreeftachtigen uit de klasse van de Ostracoda (mosselkreeftjes).

## Soorten
- Zygosella brevis Ulrich & Bassler, 1923 †
- Zygosella cristata Ulrich & Bassler, 1923 †
- Zygosella gracilis Ulrich & Bassler, 1923 †
- Zygosella limula Ulrich & Bassler, 1923 †
- Zygosella postica Ulrich & Bassler, 1923 †
- Zygosella vallata Ulrich & Bassler, 1923 †